# 雷斯龐德 (喬治亞州)
雷斯龐德（英語：Racepond）是位於美國喬治亞州查爾頓縣的一個非建制地區。該地的面積和人口皆未知。

## 地理
雷斯龐德的座標為31°00′11″N 82°07′46″W / 31.00306°N 82.12944°W，而該地的平均海拔高度為44米（即144英尺）。